# Ngựa Percheron
Ngựa Percheron là một giống ngựa kéo xe có nguồn gốc ở các thung lũng sông Huisne ở miền tây nước Pháp, một phần của tỉnh Perche cũ mà từ đó các giống ngựa có tên của nó. Thông thường màu xám hoặc màu đen, Percherons là nổi cơ bắp, và nổi tiếng với trí thông minh và sẵn sàng làm việc của nó. Mặc dù nguồn gốc chính xác của nó chưa được biết, tổ tiên của giống ngựa này đã có mặt trong các thung lũng, vào thế kỷ thứ 17.
Nó đã được ban đầu giống để sử dụng như ngựa chiến. Theo thời gian, nó bắt đầu được sử dụng để kéo huấn luyện viên sân khấu và sau đó phục vụ nông nghiệp và vận chuyển hàng hóa nặng. Trong thế kỷ thứ 19 cuối 18 và đầu, máu ngựa Ả rập đã được thêm vào giống. Xuất khẩu ngựa Percheron từ Pháp sang Hoa Kỳ và các nước khác tăng theo cấp số nhân trong những năm cuối thế kỷ 19.

## Tổng quan
Trước khi Thế chiến I, hàng ngàn con ngựa Percherons đã được vận chuyển từ Pháp sang Hoa Kỳ, nhưng sau khi cuộc chiến bắt đầu, một lệnh cấm vận ngừng vận chuyển. Loài ngựa này được sử dụng rộng rãi ở châu Âu trong thời gian chiến tranh, với một số ngựa được vận chuyển từ Mỹ về Pháp để giúp trong chiến đấu. Bắt đầu từ năm 1918, Percherons bắt đầu được nuôi ở Vương quốc Anh, và trong năm 1918, Percheron Horse Society của Anh được thành lập. Trong những năm 1930, Percherons chiếm 70 phần trăm dân số ngựa kéo xe ở Hoa Kỳ, nhưng con số của nó giảm đáng kể sau khi Chiến tranh Thế giới II.
Tuy nhiên, dân số bắt đầu hồi phục và đến năm 2009, khoảng 2.500 con ngựa đã được đăng ký hàng năm ở Hoa Kỳ một mình. Loài ngựa này vẫn được sử dụng rộng rãi cho các giống ngựa công việc, và ở Pháp chúng được sử dụng cho thực phẩm để lấy thịt ngựa. Nó đã vượt qua với một số giống nhẹ, chẳng hạn như các con ngựa Criollo, để sản xuất ngựa cho công việc nhiều và thi đấu. Percherons thuần chủng được sử dụng cho công việc lâm nghiệp và các toa kéo, cũng như làm việc dưới yên xe, trong đó có cuộc thi chuyên ngành cưỡi như chương trình nhảy.

## Đặc điểm

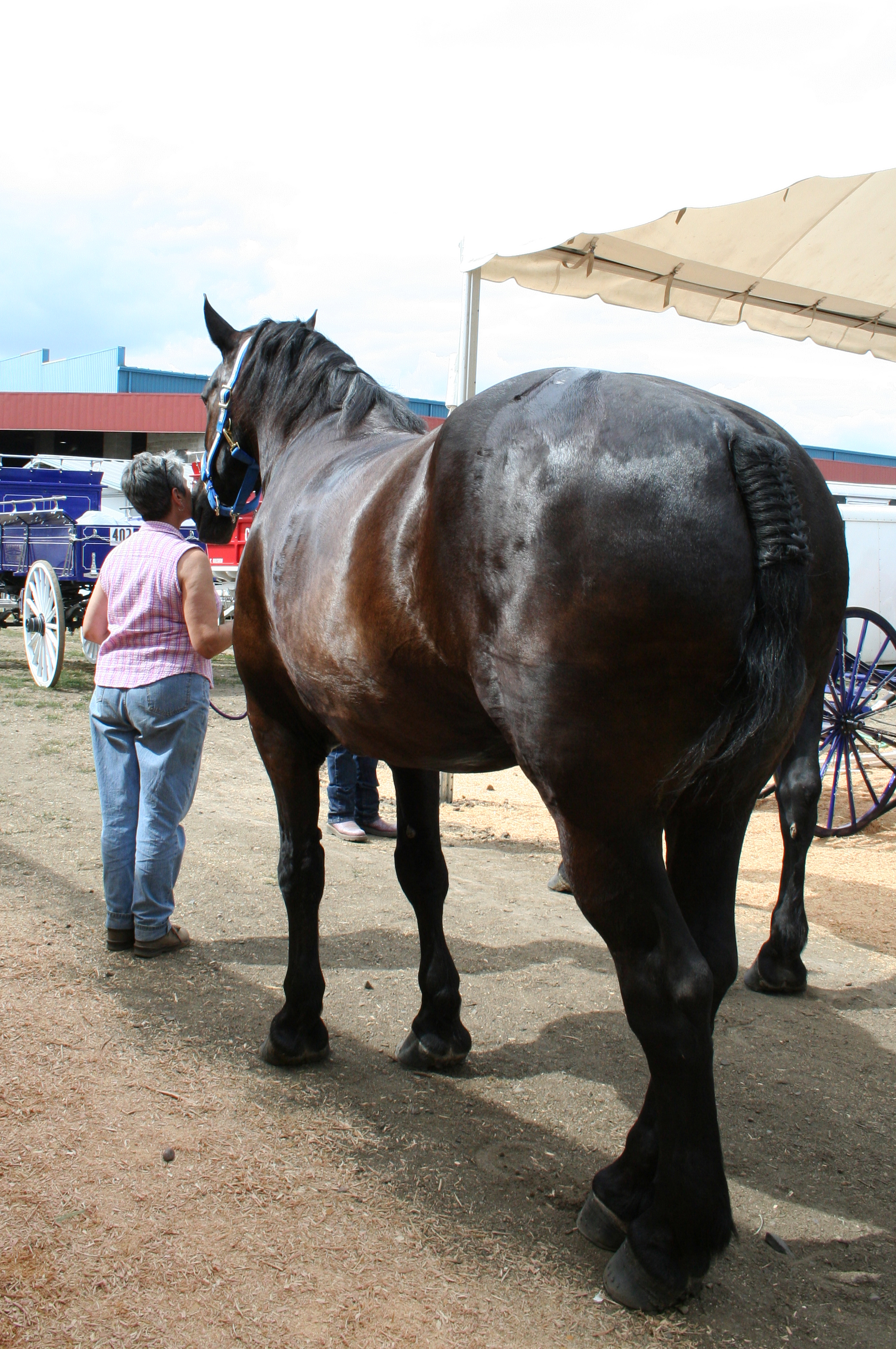

Kích thước lý tưởng cho Ngựa Percheron nhau giữa các nước. Tại Pháp, chiều cao khoảng 61-73 inches (155–185 cm) và trọng lượng từ 1.100 đến 2.600 bảng Anh (500 đến 1.200 kg). Percherons tại Hoa Kỳ thường đứng cao giữa 66 và 71 inch (168 và 180 cm), với mức 60 và 76 inch (152 và 193 cm). Percheron Mỹ trung bình nặng £ 1900 (860 kg), và trọng lượng hàng đầu của nó là khoảng £ 2600 (1.200 kg). Ở Anh, 66 inches (168 cm) là chiều cao có thể chấp nhận ngắn nhất Ngựa giống là 65 inches (165 cm) cho ngựa cái, trong khi trọng lượng dao động từ khoảng 2.000 đến 2.200 bảng Anh (910 đến 1.000 kg) cho Ngựa giống và 1.800 đến 2.000 bảng Anh (820–910 kg) cho ngựa cái. Chúng thường có màu xám hoặc đen ở màu, mặc dù các con ngựa đăng ký ở Mỹ cũng cho phép đăng ký có lang, vịnh và hạt dẻ.
Chỉ ngựa màu xám hoặc đen có thể được đăng ký tại Pháp và Anh. Nhiều ngựa có những mảng trắng trên đầu và đôi chân của mình, chúng có đầu thẳng, trán rộng, mắt to và đôi tai nhỏ. Ngực sâu và rộng và mông dài và mức độ. Bàn chân và chân sạch sẽ và có rất nhiều cơ bắp. Ấn tượng chung của Percheron là một trong những sức mạnh và độ chắc chắn. Những người đam mê mô tả tính khí như tự hào và cảnh giác, và các thành viên của giống ngựa được coi là thông minh, công nhân sẵn sàng với các khuynh hướng tốt. Chúng được coi là giữ dễ dàng và thích ứng tốt với nhiều điều kiện và khí hậu. Trong thế kỷ 19, nó được biết để đi xa lên đến 60 km (37 dặm) một ngày. Ngựa trong đăng ký ở Pháp là có thương hiệu trên cổ với các chữ cái gắn bó với nhau "SP", viết tắt của Société Hippique Percheronne. 

## Lịch sử

### Thời cổ
Các giống ngựa Percheron có nguồn gốc ở các thung lũng sông Huisne ở Pháp, mà phát sinh ở Orne, một phần của tỉnh Perche cũ, từ đó các giống ngựa được tên của nó. Một số giả thuyết đã được đưa ra như tổ tiên của giống ngựa này, mặc dù nguồn gốc chính xác của nó là chưa biết. Một nguồn của nền tảng kho máu huyết có thể là ngựa cái bị bắt bởi Clovis I từ Bretons một thời gian sau năm 496 AD, và một người khác có thể đã là Ngựa giống Arabian đưa đến khu vực này bởi người Hồi giáo vào thế kỷ thứ 8. Khả năng khác đang bị bắt làm ngựa kỵ binh Hồi giáo trong trận Poitiers vào năm 732 AD, một số trong đó đã được thực hiện bởi các chiến binh từ Perche.
Một lý thuyết chính thức thừa nhận rằng Ngựa Percheron và giống ngựa Boulonnais liên quan chặt chẽ, và rằng Boulonnais ảnh hưởng đến Percheron khi nó đã được đưa đến Brittany tiếp viện cho các quân đoàn của Caesar. Được biết, trong suốt thế kỷ thứ 8, Ngựa giống Arabian được lai với ngựa cái có nguồn gốc từ khu vực, và con ngựa máu phương Đông Oriental hơn đã được du nhập bởi các Comte de Perche khi trở về từ cuộc thập tự chinh và cuộc thám hiểm vào lãnh thổ tranh chấp với Tây Ban Nha. Máu từ giống Tây Ban Nha đã được thêm vào khi Comte de Rotrou nhập ngựa từ Castile. 

### Thời Trung Cổ
Không có vấn đề lý thuyết về nguồn gốc, các nhà sử nghiên cứu lịch sử đồng ý rằng giống ngựa địa hình và khí hậu của khu vực Perche có ảnh hưởng lớn nhất đến sự phát triển của giống ngựa này. Một tài liệu tham khảo tốt để các con ngựa được thực hiện trong sự lãng mạn thế kỷ 13 của Guillaume de Dole, trong đó nhân vật danh nghĩa hỏi cho "Tính của con ngựa Perche" để được thực hiện đã sẵn sàng, có thể chỉ ra các "'con ngựa tuyệt vời", trong đó có thể chứa một hiệp sĩ bọc thép "và được nuôi trong môi trường địa lý của bài thơ.
Trong suốt thế kỷ 17, những con ngựa từ Perche, tổ tiên của Ngựa Percheron hiện tại, nhỏ hơn, đứng giữa 60 và 64 inch (152 và 163 cm) cao, và nhanh nhẹn hơn. Những con ngựa đã gần như thống nhất là có màu xám; bức tranh và bản vẽ từ thời Trung cổ nói chung cho thấy các hiệp sĩ Pháp trên gắn kết màu sắc này. Sau những ngày của các hiệp sĩ bọc thép, điểm nhấn trong chăn nuôi ngựa đã được chuyển để phát triển con ngựa tốt hơn có thể kéo huấn luyện viên giai đoạn nặng. Ngựa xám được ưa thích vì màu ánh sáng của nó đã được nhìn thấy nhiều hơn vào ban đêm. Loại mới này của con ngựa đã được gọi là "ngựa siêng năng", 

### Thế kỷ 19
Ngựa giống Arabian được làm mẫu sẵn có cho các nhà lai tạo Percheron để sử dụng trong chăn nuôi gắn kết quân đội, bắt đầu từ năm 1760. Giữa năm 1789 và đầu những năm 1800, Ngựa Percheron có nguy cơ tuyệt chủng như chăn nuôi ngựa đã được dập tắt trong cuộc Cách mạng Pháp và hậu quả của nó. Lịch sử ban đầu của các điểm giống với hai Ngựa giống Arabian xám từ Le Pin, Godolphin và Gallipoly, khi máu đã giúp khởi động lại giống Percheron.
Tuy nhiên, sau đó nghiên cứu tìm thấy rằng Godolphin là một màu hạt dẻ Arabian thể cấu bình thường và không có giá trị đặc biệt, trong khi Gallipoly là một cái yên ngựa xám của chăn nuôi không rõ. Nhà sử học hiện đại về giống cuộc thi mà đã có đủ con giống còn lại sau khi vào đầu thế kỷ 19 để khởi động lại các giống ngựa mà không có thêm ảnh hưởng của Ả Rập, và nhà nước mà nó không chắc rằng hai con ngựa nuôi mấy nổi bật và cấu đã có một ảnh hưởng đáng kể đến giống ngựa này. Jean le Blanc, một người sáng lập của giống Percheron.
Vào thời điểm này các giống ngựa cũng trở nên lớn hơn, với con ngựa từ các huyện khác của Pháp đang phải nhập khẩu Perche để thay đổi Percheron từ một con ngựa trung bình 1.200 đến 1.400 bảng Anh (540–640 kg) đến một giống ngựa ngựa trung bình £ 2000 (910 kg). Năm 1893, cuốn sách stud Percheron đầu tiên được tạo ra tại Pháp. Đến năm 1910, đăng ký Pháp đã lên tới gần 32.000 con ngựa. Giữa năm 1880 và 1920, các nhà lai tạo Percheron ở Pháp xuất khẩu ngựa khắp nơi trên thế giới, trong đó có Nam Phi, Nam Mỹ, Australia và Bắc Mỹ. 

### Tại Anh-Mỹ
Percherons đầu tiên được nhập khẩu vào Hoa Kỳ trong năm 1839, mặc dù chỉ có một trong bốn con ngựa đầu tiên sống sót sau chuyến đi biển. Ngay sau đó, hai Ngựa giống và hai con ngựa cái được nhập khẩu; một con ngựa đã chết ngay sau khi đến và một con ngựa bị mù và đã nghỉ hưu trong vòng một năm. Mặc dù các lần nhập khẩu đầu tiên của ngựa Percherons ít hơn thành công, những con ngựa đực còn lại, đặt tên là siêng năng, đã được ghi với dòng khác nhau gần như 400 ngựa con. Năm 1851, ba Ngựa giống được nhập khẩu: Normandy 351, Louis Napoleon 281 và Gray Billy. Trong suốt sự nghiệp nó, mỗi con đã có ảnh hưởng đáng kể đến Hoa Kỳ về ngựa kéo xe. 

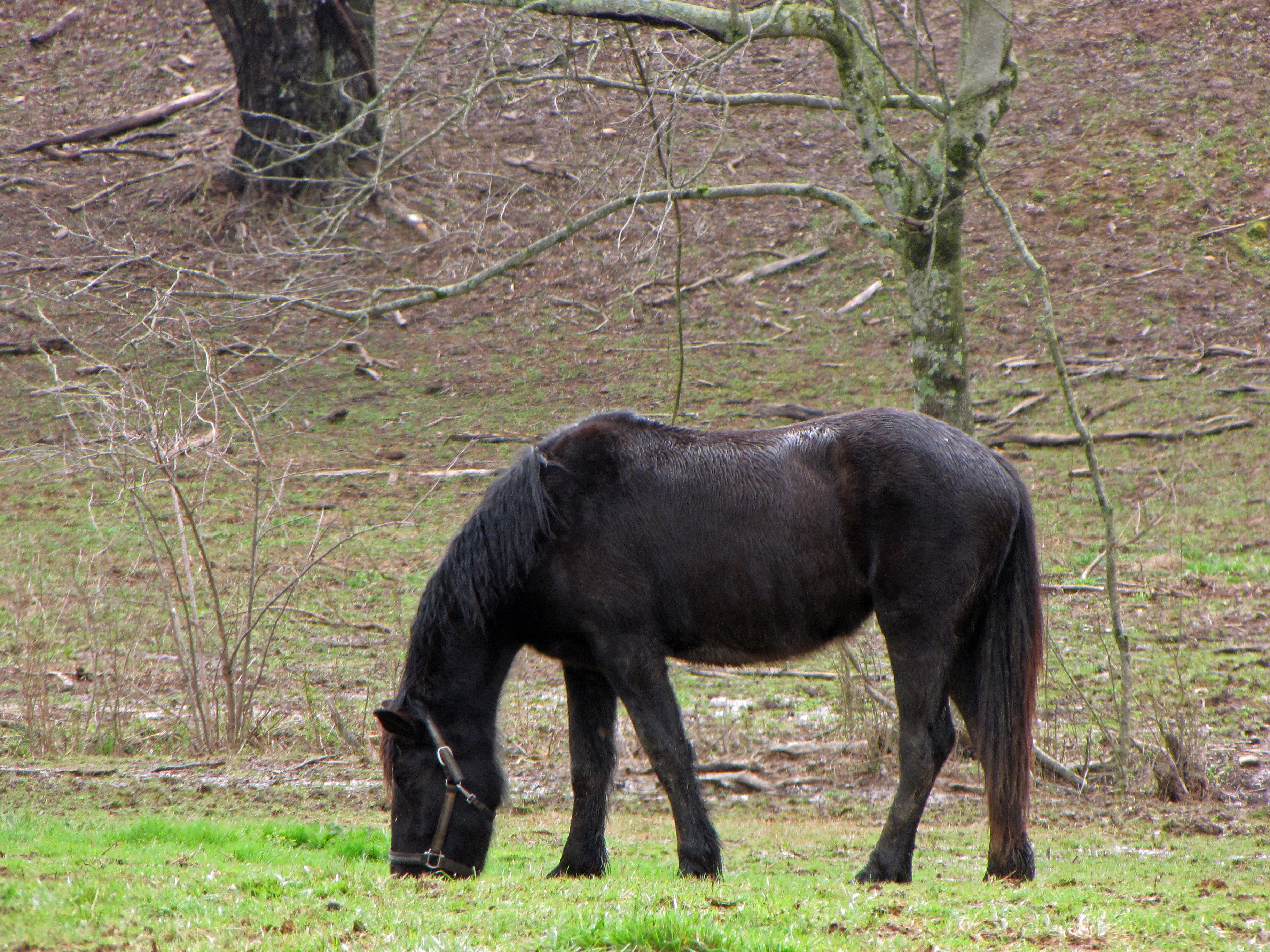

Vào giữa thế kỷ thứ 19 ở Hoa Kỳ, Percheron Ngựa giống được lai với ngựa cái homebred để cải thiện các chứng khoán trong nước, dẫn đến hàng ngàn con ngựa lai. Sau cuộc nội chiến Hoa Kỳ trong năm 1860 giảm đáng kể số lượng ngựa, có một nhu cầu đáng kể cho giống ngựa ngựa lớn, đặc biệt là ở các thành phố đang phát triển và mở rộng ở phương Tây. [11] Một số lượng lớn của Percherons được nhập khẩu vào Hoa Hoa bắt đầu từ đầu thập niên 1870, và nó đã trở thành phổ biến với giống ngựa các nhà nhân giống ngựa và chủ sở hữu. Trong những năm 1880, khoảng 7.500 con ngựa đã được xuất khẩu sang Hoa Kỳ, nhập khẩu rộng lớn này kéo dài cho đến năm 1893, khi Mỹ đã trải qua một cuộc khủng hoảng về tài chính, và hầu như không nhập khẩu Percheron xảy ra giữa các năm 1894 và 1898.
Ngoài ra, nhiều ngựa hiện đã bị mất như những người quá nghèo không mua hoặc chăm sóc cho ngựa kéo lớn. Trong năm 1898, các vụ nhập khẩu bắt đầu một lần nữa như đột ngột như nó đã chấm dứt, với trung bình 700 con ngựa một năm nhập khẩu giữa năm 1898 và 1905. Chỉ tính riêng trong năm 1906, hơn 13.000 con ngựa đã được nhập khẩu vào Hoa Kỳ từ nước Pháp. Trong việc đi xem rạp xiếc của cuối những năm 1800 và đầu những năm 1900, Ngựa Percheron là ngựa kéo xe thường thấy nhất. Người điều khiển đánh giá cao sự nhanh nhẹn, sức chịu đựng và nhanh chân dáng đi của loài này.
Năm 1876, Hiệp hội Norman-Percheron đã được thành lập bởi một nhóm các nhà nhân giống Percheron ở Chicago, Illinois, và tại cùng một thời điểm cuốn sách stud đã bắt đầu. Hiệp hội Norman-Percheron là hiệp hội chăn nuôi thuần chủng đầu tiên của Hoa Kỳ. Sau đó, trong sự khủng hoảng của năm 1893, Hiệp hội Percheron đã bị phá sản và ngừng hoạt động. Năm 1905, cũng tại Chicago, Percheron nhà nhân giống đã gặp một lần nữa để cải cách là Hội Percheron. Kể từ năm 1934, nhóm đã được biết đến như là Percheron Horse Association of America. Ở thời đỉnh cao, tổ chức đã giống ngựa hiệp hội ngựa lớn nhất thế giới, trong các tên đăng ký đầu thế kỷ 20 trên 10.000 con ngựa hàng năm.
Trong những năm cuối thế kỷ 19, Percherons cũng bắt đầu được xuất khẩu từ Hoa Kỳ đến Great Britain, nơi chúng được sử dụng để kéo xe buýt ngựa kéo tại các thành phố lớn. Ngựa Percherons đầu tiên nhập khẩu vào nước Anh bao gồm một số hàng ngàn con lai từ Hoa Kỳ. Tại Anh, nhiều người trong số những con ngựa, một khi nó kết thúc sự nghiệp "xe buýt" của nó, đã được bán cho nông dân. Ngựa nhập khẩu khác đã được bán cho quân đội Anh, và vào năm 1900, 325 con ngựa đã được chuyển tới Nam Phi để sử dụng trong cuộc chiến tranh Boer. 

### Hiện đại
Năm 1911, xã hội Pháp hạn chế đăng ký để ngựa với cả cha và mẹ đã đăng ký với xã hội. Trong những năm đầu thế kỷ 20, Ngựa Percheron là một trong bốn giống ngựa kéo xe lớn, cùng với ngựa Bỉ, ngựa Clydesdale và ngựa Shire. Người nuôi có thể bán con ngựa của nó đối với khoản tiền đáng kể, đặc biệt là ở Hoa Kỳ và Canada, nơi con giống có một mức giá cao. Trước Thế chiến thứ nhất, một tuyến đường thương mại phồn thịnh cho Percherons tồn tại giữa Nogent-le-Rotrou, Le Havre và Hoa Kỳ. 

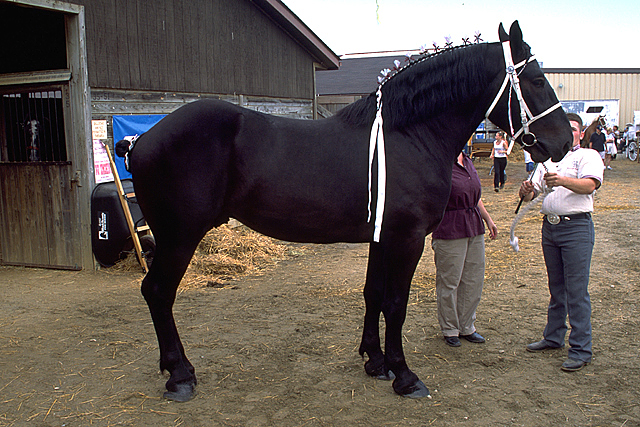

Tuy nhiên, sau khi cuộc chiến bắt đầu, một lệnh cấm vận đã được đặt trên Percherons Pháp, không cho chúng từ xuất khẩu. Khác với một ngoại lệ trong tháng 4 năm 1916 để cho phép 59 con ngựa để được vận chuyển từ Pháp sang Mỹ, lệnh cấm vận này vẫn ở chỗ cho đến khi chiến tranh kết thúc. Cuộc chiến tranh đã lấy đi của nó vào giống Percheron như ngựa, thức ăn gia súc, và xử lý đã được trưng dụng cho các chiến đấu, và thậm chí sau khi lệnh cấm vận được dỡ bỏ nước Pháp không có chất lượng hay số lượng để đáp ứng nhu cầu của các nhà lai tạo người Mỹ.
Các lệnh cấm vận đã tạo ra một sự bùng nổ sinh sản ở Mỹ, thay thế những hoạt động trước đó nhập khẩu phần lớn Ngựa Percherons từ Pháp, và sau này trong những con ngựa chiến đã được vận chuyển theo cách khác - từ Mỹ đến châu Âu. Để cung cấp những điều cần thiết trong chiến tranh. Việc thiếu lông trên chân dưới của Percheron làm cho nó dễ dàng hơn để chăm sóc trong bùn mà nó thường làm việc trong suốt thời gian chiến tranh. Cấu trúc đặc biệt làm cho nó linh hoạt hơn so xe cơ giới, và nó đã có hữu ích cho công việc với súng và trong các đơn vị phía trước do tính khí điềm tĩnh của nó.
Giữa năm 1918 và 1922, hơn 350 con Percherons được nhập khẩu vào Anh từ Pháp và, kết hợp với những con ngựa Mỹ và Canada, đã được sử dụng như là đàn giống để thành lập các giống trong nước. Năm 1918, Hiệp hội Percheron Horse Anh là hình thành. Lai tạo và chủ sở hữu của Anh tiếp tục nhập khẩu Percherons từ Pháp, và cũng thỉnh thoảng từ Canada, khi không tốn kém. Vào những năm 1930, Percherons chiếm hơn 70 phần trăm của giống ngựa ngựa thuần chủng tại Hoa Kỳ, và tất cả các trường đại học cấp đất lớn chuồng của Percheron.
Một cuộc điều tra năm 1930 của ngựa tìm thấy hơn 33.000 con Percherons tại Hoa Kỳ, với các giống ngựa nổi tiếng tiếp theo, là ngựa Bỉ, có dân số ít hơn 10.000. Một Percheron sử thuộc tính phổ biến này của loài "sức mạnh, năng lượng, hoạt động, mạnh mẽ và bền bỉ". Sau khi Chiến tranh Thế giới II, mức độ gia tăng cơ giới nhắc một sự suy giảm trong dân số Percheron. Năm 1954, chỉ có 85 con Percherons đã đăng ký ở Mỹ, mức thấp kỷ lục. Những năm 1950, năm 1960 và đầu những năm 1970 là những năm xấu cho dân số Mỹ Percheron, và chăn nuôi đã giảm xuống chỉ còn một vài trang trại. Những nhà lai tạo giữ dân số Mỹ sống qua những năm này, tuy nhiên, và năm 1980 thấy quan tâm đến giống ngựa này.
Năm 1966, cuốn sách stud Pháp đã được thay đổi để bao gồm giống ngựa các loại từ các khu vực khác của Pháp đã được liên quan chặt chẽ đến Ngựa Percheron -. Bao gồm ngựa từ Berrichon, Nivernais, Marne, Augeron, Bourbonnais, Loire và Saône-et-Loire. Percherons Pháp cũng được nhấn mạnh bởi sự ra đời của cơ giới, và giữa năm 1970 và năm 1990 tập trung được đặt trên chăn nuôi ngựa của khối lượng lớn cho thị trường thịt ngựa. Ngựa giống lớn nhất và nặng nhất đã được lựa cchọn để làm giống. Bắt đầu từ năm 1989 Đại hội Thế giới Percheron, nhà lai tạo người Pháp nhận ra rằng nó cần một giống ngựa nhẹ hơn cho du lịch, xuất khẩu sang Nhật Bản cho ngựa giống lao động, và các thị trường khác.
Năm 1993, một xu hướng nhập khẩu Ngựa giống Mỹ sang Pháp đã bắt đầu với những con ngựa màu xám bạc Shadows Sheik. Con ngựa giống này và những người khác đã được sử dụng để tạo ra một cái nhìn thanh lịch hơn, nhỏ hơn và kiểu dáng đẹp hơn trong Percheron Pháp, trong khi vẫn giữ lại các cấu trúc xương và thế chân truyền thống. Tất cả Ngựa giống nhập khẩu khác là màu da đen, làm sống lại sự phổ biến của Percherons đen tại Pháp các nhà lai tạo người Pháp tiếp tục nhập khẩu Ngựa giống Percheron Mỹ lai để sản xuất ra ngựa con nhẹ hơn, di chuyển ra khỏi con ngựa thịt loại nặng trong những năm cuối thế kỷ 20.
Cũng trong năm 1993, Société Hippique Percheronne dự đoán du lịch và xuất khẩu các thị trường ngày càng tăng bằng cách cấm cắt đuôi, mà đã không được nghiêm cấm đối với giống ngựa các giống ngựa khác cho đến năm 1996. Điều này một phần là theo yêu cầu của người Đức, và một phần là do ảnh hưởng của các tạp chí như Cheval. Năm 1988 có 1.088 con Percherons tại Hoa Kỳ, tăng lên 2,257 năm 1998.
Năm 2009, The Percheron Horse Association of America có ngựa đăng ký tại tất cả 50 tiểu bang, và có gần 3.000 thành viên, với khoảng 2.500 con ngựa mới được đăng ký hàng năm. Hội Société Hippique Percheronne de France (Percheron Horse Society of France) đăng ký giữa 750 và 885 ngựa mỗi năm từ năm 2007 đến năm 2010. Tính đến năm 2012, người Mỹ Giống vật nuôi Conservancy coi Percheron để được "phục hồi", có nghĩa là giống ngựa đã vượt quá con số cần thiết để được ở một trong những "xem" các hạng mục nhưng vẫn cần được theo dõi.

## Ngựa Augeron
Ngựa Augeron, còn được gọi là Caen hay Virois, được phát triển từ Ngựa Percheron trong thế kỷ 19 và đã được sáp nhập trở lại vào Percheron trong những năm 1960. Giống chủ yếu ở các vùng Pays d'Auge, nó trước đó đã có sách chỉ nuôi ngựa riêng của mình, đăng ký bởi Société hippique du trait augeron. Tình trạng của các phụ thể loại đã nhiều lần tranh cãi vì nguồn gốc của nó từ Percherons nuôi ở Pays d'Auge, một nhóm sinh sản đã được sửa đổi từ tiêu chuẩn giống gốc do ảnh hưởng của đất và khí hậu trong những năm qua, việc tạo ra các loại Augeron.
Augerons có màu xám nhạt, cao lớn, mạnh mẽ, được xây dựng tốt, và tràn đầy năng lượng. Nó đứng cao giữa 158–170 cm (15,2-16,3) trong chiều cao, nhưng những con ngựa nuôi trong Vire được biết đến là nhỏ hơn so với tiêu chuẩn. Trong thế kỷ 19, sự tồn tại của các dân số ngựa Augeron được, mặc dù phổ biến của nó, thường bị bỏ qua bởi các tác giả. Tại Paris, nó được đặt tên là "Caen" và "Virois", sau khi khu vực xuất xứ của mình, mặc dù các chuyên gia bao gồm các "Caen Virois" giống với Augeron trong một văn bản năm 1904. Trong thế kỷ 19, những con ngựa đã được bán tại hội chợ ở argences và Bayeux ở Lower Normandy.
Nó đã nhận thấy một vài lần vì tính đồng nhất của nó, đẹp và có giá trị cao. Năm 1858, Augerons đã được bán với giá từ 600 và 1200 francs. Société hippique du trait augeron, hoặc Augeron Horse Society, được thành lập vào năm 1913 bởi các nhà lai tạo trong Auge để ghi lại những con ngựa trong một đăng ký giống. Một lý do cho điều này nằm trong mong muốn bảo vệ cái nôi của giống Ngựa Percheron: chỉ có động vật sinh ra ở gần Perche đã được đăng ký trong các sách chỉ nuôi ngựa, và vì thế để sử dụng tên của "Percheron". Sự hạn chế này loại trừ một số dân cư ở gần ngựa non bên ngoài của Perche, như Maine và Augeron.

## Sử dụng
Ngựa Percheron là nổi tiếng nhất và đông dân của tất cả các giống Pháp trong thế giới ngày nay. Nó đã được sử dụng để cải thiện cả ngựa Ardennes và ngựa Vladimir nặng và để tạo ra các giống ngựa Tây Ban Nha-Norman, một phép lai giữa các con ngựa Andalucia và ngựa Percheron. Đến cuối thế kỷ 19, ngựa Percherons chiếm đa số các kéo xe ngựa ở Paris. Ngựa Percheron vẫn được sử dụng rộng rãi cho các giống ngựa công việc, và cũng như giống ngựa các giống ngựa khác, nó cũng được sử dụng tại Pháp để sản xuất thịt. Trên thế giới, Percherons được sử dụng cho các cuộc diễu hành, cưỡi xe trượt tuyết cũng như được sử dụng để kéo toa xe trong các thành phố lớn. 

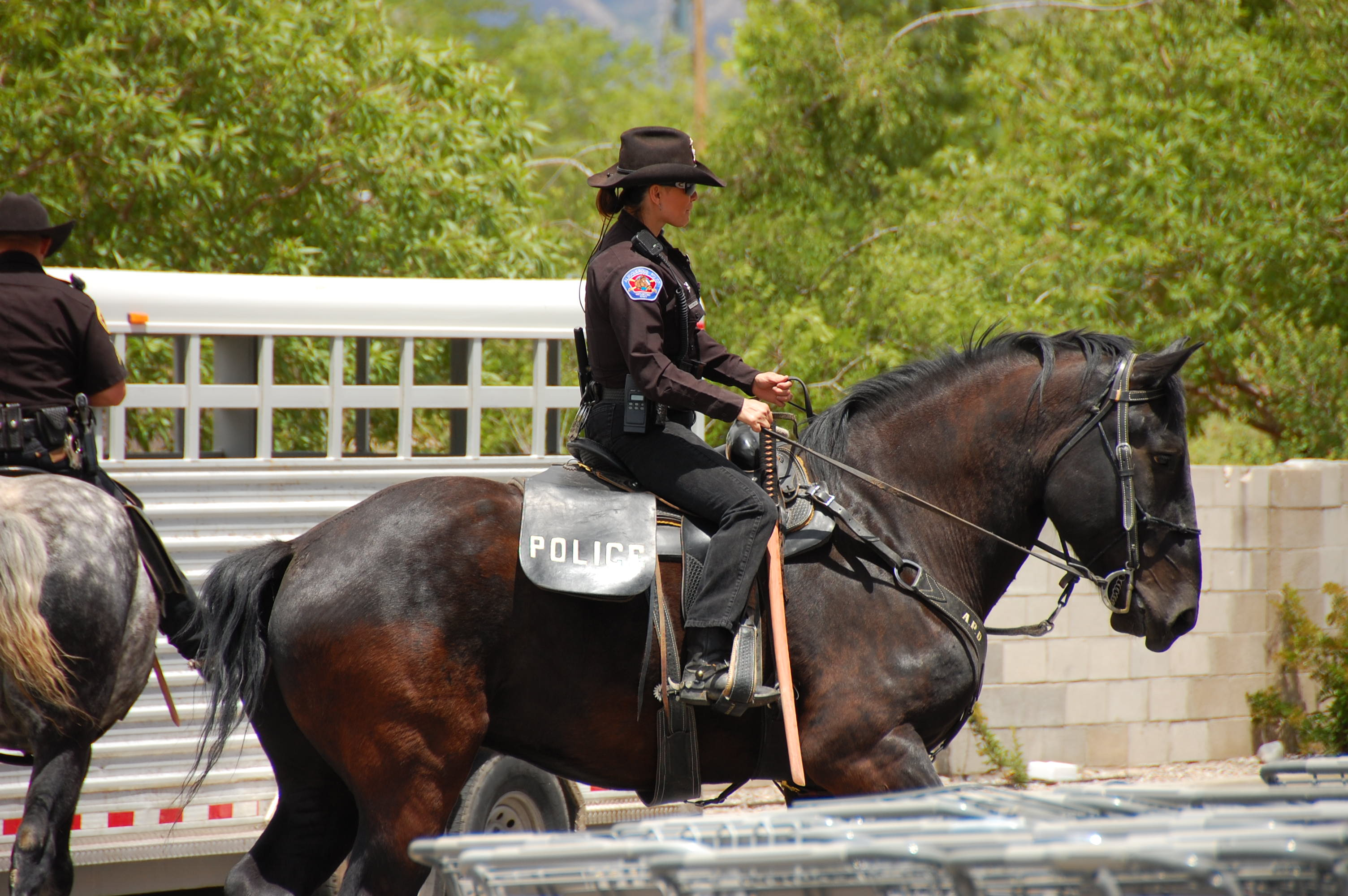

Nhóm nghiên cứu lớn nhất của Percherons làm việc trong châu Âu được tìm thấy tại Disneyland Paris, nơi mà các giống chiếm 30 phần trăm của những con ngựa trong công viên và những con ngựa làm việc để kéo xe điện trên đường phố công viên chính. Một trong những đội ngựa nổi tiếng nhất ở Mỹ là Heinz hitch của Percherons, đã xuất hiện nhiều lần tại các giải đấu của Roses Parade. Ở Anh, Ngựa Percheron được sử dụng cho quảng cáo và công khai, cũng như lâm nghiệp và công việc đồng áng. Chúng được lai với ngựa nhẹ hơn bởi các nhà lai tạo của thợ săn nặng để tăng kích thước và cải thiện nòi giống.
Ngựa Percherons thuần chủng cũng đang cưỡi, và một số đã được chứng minh hữu ích trong show nhảy, lai với ngựa Percherons đã được sử dụng thành công trong cưỡi ngựa. Trong cả hai quần đảo Falkland và miền bắc Australia, Percherons đã được lai với ngựa cái địa phương, chủ yếu Criollos ở Falklands, để sản xuất ngựa lớn hơn với khả năng chịu đựng cao hơn. Những con ngựa lai được sử dụng rộng rãi trong cả khí hậu cận Nam Cực của Falklands và khí hậu cận nhiệt đới của Úc cho công việc làm việc. Ở Úc nó cũng được lai với Ngựa Thuần Chủng Thoroughbreds để sử dụng như ngựa cảnh sát.
Năm 1978, Đại hội Thế giới Percheron đầu tiên được tổ chức tại Vương quốc Anh, và đã được tổ chức hàng năm từ bao giờ. Mặc dù phần lớn các chương trình đã được tổ chức tại Bắc Mỹ, bốn - năm 1980, 1989, 2001 và 2011 - đã được tổ chức tại Pháp. Mỗi năm, vào tháng Bảy, các chương trình giống quốc gia Pháp được tổ chức tại Sở nuôi ngựa giống du Pin